# Qazax
Qazax (ook: Gazakh) is een stad in Azerbeidzjan en is de hoofdplaats van het district Qazax.
De stad telt 21.000 inwoners (01-01-2012).